# Бяла тишина
Вижте пояснителната страница за други значения на Бяла тишина.
„Бяла тишина“ е албум на Георги Минчев, издаден от фондация „Бъдеще за България“.

## Списък на песните
1. Влюбените (live)
2. На брега
3. Кажете Не
4. Бащин съвет
5. Последния букет
6. Снегът на спомена
7. Бяла тишина
8. Юнски ден
9. Сребърни ята
10. Пусто му лудо и младо
11. Има страна
12. Момчето, което
13. Зарезан
14. Някога, някога
15. Un Soleil Pour Notre Amour
16. Флирт със собствена жена
17. Блажени години
18. Автобиография
19. Първи в класация
20. Стар избелял албум
21. Сам на бара
22. Стар ерген
23. Какви времена
24. Левски рокендрол
25. Тъжна Коледа